# توبياس جراف
توبياس جراف (بالألمانية: Tobias Graf)‏ هو دراج ألماني، ولد في 17 مارس 1984 في Loßburg ‏ في ألمانيا.